# 梁東一
梁 東一（ヤン・ドンイル、1985年4月8日 - ）は起亜タイガースに所属していた韓国の元プロ野球選手（投手）。

## 概要
2009年に起亜に入団したが一度も一軍登板することなく2013年に解雇される。

## 詳細情報

### 背番号
- 56 （2009年 - 2011年）